# Arquidiócesis de Suiyuan
La arquidiócesis de Suiyuan (en latín: Archidioecesis Soeiiuenensis y en latín: 天主教绥远总教区) es una circunscripción eclesiástica de la Iglesia católica en China. Se trata de una arquidiócesis latina, sede metropolitana de la provincia eclesiástica de Suiyuan. Desde el 18 de abril de 2010 su arzobispo es Paul Meng Qinglu, aunque para el Anuario Pontificio es sede vacante desde el 19 de agosto de 1951. La Asociación Patriótica Católica China la redujo a diócesis de Hohhot en fecha no precisada y en 1980 reestructuró sus límites sin asentimiento de la Santa Sede.

## Territorio y organización
La arquidiócesis tiene 100 000 km² y extiende su jurisdicción sobre los fieles católicos de rito latino residentes en parte de la región autónoma de Mongolia Interior.
La sede de la arquidiócesis se encuentra en la ciudad de Hohhot (antes llamada Suiyan), en donde se halla la Catedral del Sagrado Corazón de Jesús.
La arquidiócesis tiene como sufragáneas a las diócesis de: Jining, Ningxia y Xiwanzi.
En 1950 en la arquidiócesis existían 29 parroquias.

## Historia
El vicariato apostólico de Mongolia Sudoccidental fue erigido el 11 de diciembre de 1883 mediante el breve Quo sacra missio del papa León XIII, derivando el territorio del vicariato apostólico de Mongolia (actualmente diócesis de Xiwanzi).
El 14 de marzo de 1922 tomó el nombre de vicariato apostólico de Suiyuan.
El 11 de abril de 1946 el vicariato apostólico fue elevado a arquidiócesis metropolitana mediante la bula Quotidie Nos del papa Pío XII.
El Partido Comunista de China se impuso en la guerra civil, ocupó Suiyan el 19 de septiembre de 1949 y proclamó la República Popular China el 1 de octubre de 1949. El 4 de septiembre de 1951 China comunista expulsó al nuncio apostólico Antonio Riberi y la Santa Sede continuó reconociendo a la República de China en Taiwán como el legítimo gobierno chino. Todos los misioneros extranjeros fueron expulsados de China comunista en 1952, entre ellos el arzobispo Louis Morel.
La Asociación Patriótica Católica China fue creada con el apoyo de la Oficina de Asuntos Religiosos de la República Popular de China en 1957, con el objetivo de controlar las actividades de los católicos en China. Su nombre público es Iglesia católica china y es referida como la "Iglesia oficial" en contraposición a la "Iglesia subterránea" o "Iglesia clandestina" leal a la Santa Sede.
En el período de 1966 a 1976 la Revolución Cultural se ensañó especialmente contra la religión, destruyéndose numerosas iglesias y cesaron todas las actividades religiosas en la arquidiócesis. A principios de la década de 1980 la arquidiócesis reanudó sus operaciones.
La Asociación Patriótica Católica China la redujo a diócesis de Hohhot en fecha no precisada. En agosto de 1980 el Segundo Congreso de la Asociación Patriótica Católica de la región autónoma de Mongolia Interior restructuró en 5 diócesis el territorio de la región autónoma, una de las cuales era la de Hohot.
El 24 de junio de 1997 el sacerdote Juan Bautista Wang Xixian, fallecido el 25 de mayo de 2005, fue ordenado obispo "oficial". Le sucedió, después de cinco años de sede vacante, Paul Meng Qinglu, ordenado sacerdote el 18 de abril de 2010 y hoy reconocido por el gobierno, pero también por la Santa Sede.
En la diócesis había al menos un obispo "clandestino", Joseph Li Congzhe, ordenado obispo en 1984 y fallecido el 20 de junio de 2002.
El 22 de septiembre de 2018 se firmó en Pekín el Acuerdo provisional entre la Santa Sede y la República Popular de China sobre el nombramiento de los obispos. Tras el acuerdo, el papa Francisco readmitió al obispo "oficial" Giuseppe Ma Yinglin en la comunión eclesial. La comunicación de la Santa Sede sobre la tarea pastoral que le ha sido confiada como obispo de Kunming fue recibida por el interesado el 12 de diciembre de 2018 en Pekín en el marco de una celebración eclesial.
El 22 de octubre de 2020 el acuerdo fue prorrogado por otros dos años y en octubre de 2022 por otros dos años más.
Debido a la situación particular de la Iglesia católica en China, la Santa Sede no nombra obispos para las diócesis chinas, que son sedes oficialmente vacantes incluso en presencia de obispos reconocidos por Roma.

## Estadísticas
Según el Anuario Pontificio 2002 la arquidiócesis tenía a fines de 1950 un total de 41 932 fieles bautizados.
| Año                                                                             | Población            | Población | Población      | Sacerdotes | Sacerdotes    | Sacerdotes    | Bautizados por sacerdote | Diáconos permanentes | Religiosos | Religiosos | Parroquias |
| Año                                                                             | Bautizados católicos | Total     | % de católicos | Total      | Clero secular | Clero regular | Bautizados por sacerdote | Diáconos permanentes | Varones    | Mujeres    | Parroquias |
| ------------------------------------------------------------------------------- | -------------------- | --------- | -------------- | ---------- | ------------- | ------------- | ------------------------ | -------------------- | ---------- | ---------- | ---------- |
| 1950                                                                            | 41 932               | 1 065 775 | 3.9            | 69         | 36            | 33            | 607                      |                      |            | 34         | 29         |
| Fuente: Catholic-Hierarchy, que a su vez toma los datos del Anuario Pontificio. |                      |           |                |            |               |               |                          |                      |            |            |            |

Según fuentes estadísticas recogidas por Ucanews.com, en 2010 la diócesis contaba con 65 000 fieles en una población de 2 867 000 habitantes, equivalentes al 2.2% del total; los sacerdotes eran 21 y los religiosos 16, para un total de 33 iglesias y estaciones misioneras.

## Episcopologio
- Alphonse de Voss, C.I.C.M. † (12 de diciembre de 1883-21 de julio de 1888 falleció)
- Ferdinand Hubertus Hamer, C.I.C.M.  † (30 de agosto de 1888-15 de julio de 1900 falleció)
- Alfonso Bermyn, C.I.C.M. † (3 de abril de 1901-16 de febrero de 1915 falleció)
- Louis Van Dyck, C.I.C.M. † (10 de agosto de 1915-1937 renunció)
- Louis Morel, C.I.C.M. † (21 de marzo de 1938-19 de agosto de 1951 renunció[nota 1])
- Francis Wang Hsueh-ming (Wang Xue-ming) † (19 de agosto de 1951-10 de febrero de 1997 falleció)
  - Sede vacante
  - Joseph Li Congzhe † (1984 consagrado-20 de junio de 2002 falleció) (obispo clandestino)
  - John Baptist Wang Xixian † (24 de junio de 1997 consagrado-25 de mayo de 2005 falleció)
  - Paul Meng Qinglu, consagrado el 18 de abril de 2010